# 欧阳钟灿
欧阳钟灿（1944年1月—），男，福建泉州人，中国理论物理学家，中国科学院理论物理研究所研究员，中国科学院院士、中国科学技术大学物理学院院长。主要研究方向为软凝聚态物理、统计物理。

## 生平
欧阳钟灿曾就读于泉州一中。1968年，欧阳钟灿毕业于清华大学自动化系并分配到兰州化工厂。
1978年至1981年，欧阳钟灿在清华大学攻读固体物理专业硕士。1984年，获清华大学博士学位，专业为液晶的非线性光学理论。1985年起在中国科学院理论物理所做博士后，研究分形生长理论。1985年10月，从博士后流动站出站。1987～1988年期间，获西德洪堡奖学金并访问联邦德国柏林自由大学。
1986年后，欧阳钟灿开始在中国科学院理论物理所工作。1998年12月当选中国科学院理论物理所所长。1997年选为中科院院士。2003年当选第三世界科学院院士。2009年6月，任中国科学技术大学物理学院院长。